# Карун Гурунг
Карун Гурунг (нар. 9 червня 1986, Дагана, Бутан) — бутанський футболіст та футзаліст, півзахисник австралійського клубу «Перт». Виступав за національної збірної Бутану.

## Клубна кар'єра
Футбольну кар'єру розпочав 2009 року в клубі «Друк Стар». У 2012 році приєднався до «Тхімпху Сіті». З 2015 по 2016 рік грав за «Друк Юнайтед». З 2017 року виступає за австралійський футзальний клуб «Перт».

## Кар'єра в збірній
У футболці національної збірної Бутану дебютував 4 грудня 2009 року в програному (1:4) поєдинку кубку Південної Азії проти Бангладеш.

## Особисте життя
Володіє рестораном, розташованим у Тхімпху.